# Schempp-Hirth Ventus-2
Schempp-Hirth Ventus-2 er et svævefly produceret af Schempp-Hirth fra 1994. Det afløste den meget succesfulde Schempp-Hirth Ventus.

## Design og udvikling
Ventus-2a and 2b er 15m svævefly. Varianten 'a' er med smal krop. Alle varianter har winglets. 18m-varianten Ventus 2c blev introduceret i 1995, men var næsten et helt andet fly med afvigende krop og vinger. Den havde mulighed også at være udstyret med 15m vinger.
Fra 2003 blev kroppen fra Schempp-Hirth Discus-2 anvendt til alle varianter, som herefter benævnes 2ax, 2bx og 2cx. Testflyvnnger i 1996 påviste, at 15m-versionen kunne opnå et glidetal på 46, dog kun ved omhyggelige forseglinger af åbninger og med tubulator.
Den smalle Ventus-2a har været meget succesfuld i konkurrencer med flere verdensmesterskaber i perioden 1995 til 2003. Der er også lavet en 18m variant med smal krop.
Ventus-2c-varianterne kan have Solo 2525 hjemhentningsmotor ("turbo"), hvilket indikeres ved at tilføje et T i variantbetegnelsen, mens andre med en kraftigere variant af den samme motor kan selvstarte (tilføjet M). 2cT kan stige 0,9 m/s og 2cM mere end 3 m/s. Ved af flyve i savtak-mønster kan der opnås rækkevidder på op til henholdsvis 270 km og 840 km. 2cxa-varianten er forberedt til jetmotor.